# Le ceneri di Alessandria
Le ceneri di Alessandria (The Alexandria Link) è il secondo libro della saga riguardante Cotton Malone, personaggio inventato dallo scrittore Steve Berry.

## Trama
| Palestina, 1948    | George Haddad, durante la guerra, trova un Guardiano che cercava suo padre, ma che non può spiegargli perché, così lo uccide. |
| Copenaghen         | Nella notte, Pam, l'ex moglie di Cotton Malone (ex agente del dipartimento di Giustizia americano), va nella casa di lui e lo avvisa che degli sconosciuti hanno preso loro figlio e le hanno detto di recarsi da lui. A Malone arriva un'email, nella quale i rapitori chiedono che lui gli procuri entro 72 ore il Rapporto Alexandria, sul quale aveva lavorato anni prima con Haddad. I rapitori lanciano delle granate sulla casa di Malone, e lui e Pam sono costretti a scappare, si rifugiano nella casa dell'amico Henrik Thorvaldsen, e gli chiedono aiuto. |
| Washington         | Stephanie Nelle, capo della Magellano, parla con Malone e gli dice che c'era stata una falla nel sistema e qualcuno era riuscito a vedere alcuni file sul Rapporto Alexandria. Stephanie poi va da Brent Green, procuratore generale degli USA, e gli chiede spiegazioni riguardo al contenuto dei file; Green le spiega che Haddad, ha individuato la libreria di Alessandria, nella quale ci sono le spiegazioni a molti conflitti attuali (in particolare la rivendicazione da parte degli ebrei della terra promessa), ma Haddad è nascosto e i rapitori stanno utilizzando Malone per rintracciarlo. |
| Kronborg Slot      | Cotton e Pam vanno nella casa di Amleto, dove Stephanie aveva mandato un suo agente, Durant, per parlare con Malone. Durant è ucciso poco dopo da un uomo che fugge. Malone e Pam decidono di inseguire l'assassino, il quale li conduce al luogo dov'è segregato Gary. Dopo una sparatoria, Malone riesce a liberare il figlio. |
| Washington         | Stephanie e Green decidono di informare Larry Daley, il quale è disposto a sacrificare Gary pur di salvaguardare il R.A. Stephanie chiama Henrik, il quale le dice che chi vuole il Rapporto Alexandria è un membro dell'Ordine del Toson d'Oro, e rivela che lui ne è membro. |
| Londra             | Malone e Pam vanno a Londra, perché lui vuole controllare alcune cose riguardo al Rapporto Alexandria. Poco prima che Pam parta per Atlanta, Malone la ferma, avendo visto un uomo pedinarla. Malone e Pam vanno da Haddad per avere spiegazioni e Haddad parla delle contraddizioni dell'Antico Testamento e come la traduzione sia sbagliata. Entrano un uomo e una donna del Mossad che, dopo una breve discussione, uccidono Haddad. Malone trova una cartella di Haddad e la prende e con Pam va in un albergo. Nella cartella trova documenti riguardanti l'Antico Testamento. |
| Rothenburg         | Un contatto dell'Ordine incontra Sabre, e gli dice che aveva scoperto che Haddad vive a Londra e che il Mossad aveva inviato una squadra della morte per ucciderlo. Gli dice inoltre che tutti gli uomini visitati dai Guardiani erano morti poco tempo dopo l'incontro. Scabre uccide il contatto a tradimento. |
| Washington         | Stephanie incontra Heather Dion, israeliana che odia gli arabi, poco prima che lei le spari, Cassiopea Vitta salva Stephanie stordendo Heather. Stephanie scopre che Green aveva richiamato la sua scorta. Stephanie, con l'aiuto di Cassiopea, stordisce Green; dopo lui le rivela che ha richiamato la scorta sotto ordine di Thorvaldsen. Le rivela anche che ha fatto violare di proposito il Rapporto Alexandria perché voleva catturare i traditori del governo Americano, e che gli israeliani hanno molte informazioni su Pam e Malone perché lei sta con un avvocato israeliano. Daley va da Green e gli dice che Stephanie è ora ricercata e che lui è il nuovo capo della Magellano. Stephanie e Green decidono di inchiodare Daley (Stephanie l'aveva pedinato per più di un anno: finanziamenti elettorali illeciti, corruzione, brogli).                                 |
| Londra             | Sabre va nella casa di Haddad, nella quale trova un filmato della sua morte e alcuni file sull'Antico Testamento. Decide di seguire Malone per farsi portare nella Biblioteca di Alessandria. Cotton, nell'albergo, vede il tizio che stava pedinando Pam all'aeroporto dirigersi verso la sua stanza; ferisce lui e il complice e scappa con Pam. |
| Bainbridge Hall    | Malone e Pam vanno nella residenza di Thomas Bainbridge, un uomo che aveva trovato la Biblioteca, seguendo gli appunti di Haddad; Sabre li insegue. Avviene una sparatoria con tre uomini, Sabre appare e ne uccide due e poi dice a Cotton di seguirlo in un hotel. Cotton e Pam si recano all'hotel dove trovano Jimmy McCollum (Sabre) ad aspettarli; decidono di aiutarlo a risolvere la Cerca che lui aveva con sé. Iniziano la Cerca e si dirigono a Lisbona. |
| Vienna             | Thorvaldsen porta Gary al congresso dell'Ordine del Toson d'Oro; scopre da un suo agente che il Mossad è intenzionato a uccidere Malone. Si scopre che era stato Hermann a progettare il rapimento e la liberazione di Gary. Thorvaldsen fa rapire Margaret, la figlia di Hermann. Gary e Thorvaldsen vanno nella libreria di Hermann per cercare informazioni, intanto arrivano il vicepresidente americano e Hermann. Il vicepresidente vuole far uccidere Daniels dagli arabi per poi occupare il suo posto. Thorvaldsen ruba le lettere tradotte tra Agostino e Girolamo (avevano intenzionalmente tradotto male l'Antico Testamento), le quali erano conservate da Hermann. |
| Washington         | Stephanie e Cassiopea vanno a casa di Daley per cercare dati importanti che trovano in alcune chiavette USB, nel mentre arrivano la Dixon e Daley, ma loro riescono a scappare. Daley incontra Stephanie e le rivela che Haddad aveva capito che la Terra Promessa degli Ebrei non è la Palestina ma l'Arabia, per questo sia ebrei che arabi lo vogliono morto. Stephanie è chiamata direttamente dal presidente americano, il quale vuole parlare con lei. Danny Daniels dice di aver licenziato Stephanie perché vuole che lei cerchi il traditore del governo americano. |
| Lisbona            | Pam, Malone e Sabre vanno al monastero di Santa Maria de Belém e lì sono costretti ad aspettare fino alla notte. Scorgono tre uomini armati, e dopo una sparatoria hanno la meglio su di loro. Malone scopre che l'orologio di Pam, regalatole dall'israeliano, permetteva di farli localizzare. Seguendo la Cerca arrivano a localizzare un altro luogo: il Sinai, dove si dirigono. |
| Penisola del Sinai | Dopo essersi lanciati da un elicottero, Pam, Cotton e Sabre arrivano nella penisola del Sinai, lì Cotton risolve l'ultima parte della Cerca e conduce i due dentro a un monastero. Cotton, sotto il falso nome di “Haddad” entra nella edificio che contiene la Biblioteca di Alessandria. McCollum si divide da Pam e Malone e, obbligando uno dei Guardiani, si fa portare nella Biblioteca. Cotton e l'ex moglie capiscono l'inganno e vanno in cerca di Sabre. Prima di entrare nella biblioteca, Pam e Cotton sono fermati da Eve e Adam (i presunti assassini di Haddad), che gli rivelano che loro erano stati strumentalizzati e che Haddad è ancora vivo, e che ora è dentro alla biblioteca con Sabre. Malone raggiunge McCollum, e i due si preparano allo scontro. Haddad rivela che aveva manipolato Sabre, il quale lo uccide. Dopo una sparatoria, Pam uccide McCollum. |
| Vienna             | Hermann si accorge del furto e cerca Thorvaldsen; lo trova ma, poco prima di sparargli, viene messo a terra da Gary. Thorvaldsen e Gary scappano, ma sono sequestrati da Hermann. |
| Maryland           | Stephanie incontra Daley, che le rivela che Green aveva accennato alla morte di Daniels. Daley chiede a Stephanie le registrazioni rubate a Green, ma lei non sa se fidarsi di lui. Poco prima di partire, la macchina di Daley prende fuoco e lui muore. Stephanie e Cassiopea se ne vanno, ma sono inseguite da alcuni sauditi che vogliono ucciderle. Sono salvate dagli agenti mandati da Daley. Daniels, grazie a Henrik, rivela a Stephanie il piano del vicepresidente, e la manda da Green, il probabile complice e assassino di Daley. Stephanie parla con Daley, il quale le rivela che lui è uno dei complici dell'attentato a Danny, sta per ucciderla, quando viene a sua volta ucciso dalla Dixon. |
| Vienna             | Hermann, il vicepresidente, Gary e Thorvaldsen sono insieme quando sono chiamati in vivavoce da Daniels, il quale li avvisa che Green e Sabre sono morti e che i loro piani sono saltati. Intima al vicepresidente di dimettersi e ringrazia Thorvaldsen per il suo aiuto. |
| Copenaghen         | Thorvaldsen si fa carico della Biblioteca, la quale rimane segreta. |